# 景山仁美
景山 仁美（かげやま ひとみ、1959年10月26日 - ）は、日本の女優。東京都台東区出身。。旧芸名＝影山仁美。本名＝杉浦仁美

## 来歴・人物
弟がいる。東京都立総合芸術高等学校卒業。
1980年、映画「四季・奈津子」の四姉妹オーディションに応募し、三女・亜紀子役に選ばれ映画デビューする。その後は、テレビドラマ、舞台などで活躍する。
趣味は油絵、義太夫、詩吟。

## 出演

### 映画
- 四季・奈津子（1980年、東映） - 亜紀子役（デビュー作）　監督 東陽一　[2]
- 青春の門（1981年、東映） - 梓旗江役 　監督 蔵原惟繕.深作欣二[3]
- 俺とあいつの物語（1981年、松竹） - 小林啓子役　監督 朝間義隆
- あゝ野麦峠 新緑篇（1982年、東宝） - 吉田勝代役　監督 山本薩夫
- 森の向う側（1988年、野村企画）監督 野村恵一
- 夏少女（1998年）監督 森川時久

### テレビドラマ
- 阿修羅のごとく（パート2）（1980年、NHK）
- まんさくの花（1981年、NHK）
- 特捜最前線（ANB）
  - 第256話「虫になった刑事!」（1982年）
  - 第414話「喫茶店ジャック・25時の謎!」（1985年）
  - 第485話「喪服のソープ嬢・1/30秒の殺人トリック!」（1986年）
- 女ふたり捜査官 第10話「夫を乗りかえた不満妻」（1986年、ABC / テレパック）
- 土曜ワイド劇場（ANB）
  - 「花嫁殺し」（1987年）
  - 「おばはん刑事!流石姫子2」（1997年） - 島谷涼子 役
  - 「無人霊柩車」（1998年） - 堀留珠江 役
- 必殺仕事人V・風雲竜虎編 第15話「江戸大仏からくり開眼」（1987年、ABC） - イヨ 役
- ベイシティ刑事 第11話「襲われた美しいテニスギャル」（1987年、ANB）
- さすらい刑事旅情編（1988年 - 1991年、ANB） - 小島勝子 役
- 翔ぶが如く（1990年、NHK） - 磯松 役
- ナースステーション（1991年、TBS）
- 火曜サスペンス劇場（NTV）
  - 「刑事・鬼貫八郎2・擬装心中」（1993年）
  - 「警視庁鑑識班10」（2000年） - 橋田登喜子
- めだか（2004年、CX） - 女将・千鶴
- 南町奉行事件帖 怒れ!求馬 第9話「親子引き裂く贋小判」（1998年、TBS） - お里
- 京都地検の女 第1シリーズ 第4話「息子を盗まれた女! 二つの転落死の点と線!!」（2003年、ANB） - 佐藤舞子
- 水曜ミステリー9「信濃のコロンボ事件ファイル8・アリスの騎士」（2005年、TX）
- DRAMA COMPLEX「ダイエットの女王 鈴木その子」（2006年、NTV） - 山中登美子

### 舞台
- 近松心中物語　帝国劇場（1982年）
- 娼婦マヤ　渋谷ジャンジャン（1983年）
- ペール・ギュント　青山劇場　（1985年）
- 貧民倶楽部　帝国劇場（1986年）
- 近松心中物語　ベルギー、ロンドン公演（1989年）
- NINAGAWAマクベス　ニューヨーク、カナダ公演（1990年）
- 人生劇場　梅田コマ劇場（1992年）
- 恋ぶみ屋　一葉　新橋演舞場（1992年）
- シラノ・ド・ベルジュラック　飛天（1993年）
- 芍薬の花　帝国劇場（1996年）
- この世が天国カラオケ萬歳　新橋演舞場（1998年）
- オッペケペ　大阪中央公会堂（1999年）
- 旗本退屈男　博多座（2000年）
- 遠雷 深川小劇場（2000年）
- 悪の華　帝国劇場（2001年）
- 萬狂言・怪談狂言・牡丹灯篭　国立能楽堂（2002年〜2003年）
- ペリクリーズ　彩の国さいたま芸術劇場（2003年）
- 金子みすず・最後の写真館　愛媛県民文化会館（2003年）
- 金子みすずの弁明　愛媛県民文化会館（2004年）
- 新・近松心中物語　帝国劇場（2005年）
- 藪原検校　彩の国さいたま芸術劇場・シアターコクーン（2007年）
- 冬物語　彩の国さいたま芸術劇場・シアターコクーン（2009年）
- 海辺のカフカ　彩の国さいたま芸術劇場・大阪シアターBRAVA（2012年）
- NINAGAWAマクベス　シアターコクーン（2015年）
- 櫻の園　新国立劇場（2015年）
- NINAGAWAマクベス　埼玉、佐賀、香港、シンガポール、ロンドン、プリマス、ニューヨーク（2017年〜2018年）
- アンデルセンの優しい夜　tokyo concerts Lab（2018年）
- 一葉の日々・大つごもり　恵比寿エコー劇場（2019年）
- 野菊の墓　恵比寿エコー劇場・愛媛県民小劇場（2021年）
- 浜田広介童話集（語り）全国小学校巡回公演（2022年）
- ハーンの面影　恵比寿エコー劇場（2022年）
- フェードル　国立劇場（2023年）